# Chironius grandisquamis
Espèce
Synonymes
- Spilotes grandisquamis Peters, 1869
- Herpetodryas melas Cope, 1886
- Herpetodryas schlüteri Werner, 1899

Chironius grandisquamis  est une espèce de serpents de la famille des Colubridae.

## Répartition
Cette espèce se rencontre dans l'ouest de la Colombie, au Costa Rica, dans le nord-ouest de l'Équateur, dans le nord du Honduras (entre 120 et 990 m d'altitude), dans l'est du Nicaragua, au Panama, au Pérou et au Salvador.

## Description
Dans sa description Peters indique que le spécimen en sa possession mesure 220 cm dont 71 cm pour la queue et 5 cm pour la tête. Sa coloration est entièrement noire, avec du jaunâtre au niveau de la gorge et l'avant du cou.

## Publication originale
- Peters, 1868 : Über eine neue Nagergattung, Chiropodomys penicullatus, sowie über einige neue oder weniger bekannte Amphibien und Fische. Monatsberichte der Königlichen Preussischen Akademie der Wissenschaften zu Berlin, vol. 1868, p. 448-461 (texte intégral).